# Provincia de Zaragoza
Zaragoza es una de las cincuenta provincias de España, con capital en la homónima Zaragoza. Con una superficie de 17 274 km² es la cuarta provincia más grande de España (después de las provincias de Badajoz, Cáceres y Ciudad Real). Ubicada en la comunidad autónoma de Aragón, limita al norte con Navarra y Huesca, al este con Lérida y Tarragona, al sur con Teruel, al suroeste con Guadalajara y al oeste con Soria y La Rioja, siendo junto a Burgos la provincia española que limita con más provincias (8).

## Geografía
La provincia de Zaragoza abarca una superficie de 17 274 km². En 2023 la población era de 979 365 habitantes y la densidad de población de 56,7 hab/km². La provincia de Zaragoza la conforman 293 municipios y tres entidades locales menores.

### Naturaleza
El 16 % de la extensión total de la provincia de Zaragoza corresponde a terreno forestal, siendo la cuarta provincia y la mayor de las tres de Aragón con mayor masa forestal. El paisaje de la provincia es muy variable y está constituido por sierras, barrancos y valles (en la zona del Bajo Aragón y Mequinenza) a estribos montañosos en el prepirineo, llanuras en las Cinco Villas o los llanos que van desde el Campo de Borja hasta La Almunia de Doña Godina.

#### Aiguabarreig Ebro-Segre-Cinca

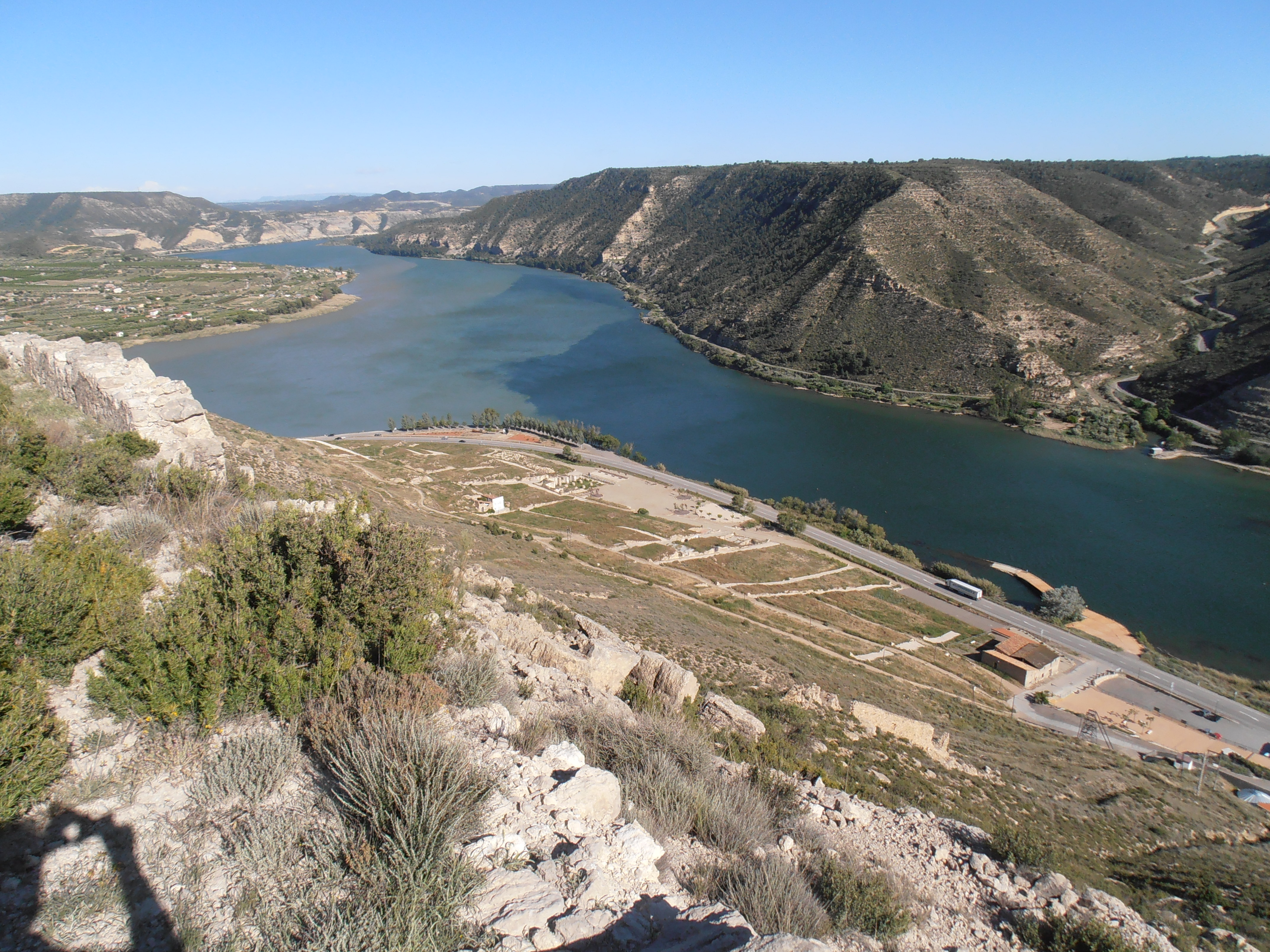
Aiguabarreig de los ríos Segre y Cinca con el río Ebro en Mequinenza

En Mequinenza se ubica la confluencia de los ríos Segre, Cinca y Ebro, siendo la mayor confluencia fluvial de toda Europa. La zona, que se conoce con el nombre de Aiguabarreig es un espacio con gran riqueza natural y una gran variedad de ecosistemas que abarcan desde las estepas mediterráneas a impenetrables bosques de ribera, convirtiendo este espacio en un paraíso para la biodiversidad. 
Territorialmente, el Aiguabarreig se encuentra en el centro de la Depresión media del Ebro. Limita al oeste con los Monegros, al este con los Tossals de Montmeneu y Almatret en Cataluña y hacia el sur con la cola del embalse de Ribarroja. Este espacio recibe el nombre de la palabra de origen catalán que designa el lugar en el que dos o más corrientes de aguas se juntan y forman una sola. El Segre y el Cinca forman un primer Aiguabarreig entre las poblaciones de La Granja d’Escarp, Massalcoreig y Torrente de Cinca, y a pocos kilómetros convergen con las aguas del Ebro, ya en el término municipal de Mequinenza, conformando la mayor confluencia fluvial de toda la península ibérica.
En el Aiguabarreig de Mequinenza encontramos cientos de metros de anchura de agua con numerosas islas fluviales y bosques de ribera, grandes masas de carrizal, playas de guijarros, pozas y galachos. Es un punto de confluencia de la flora esteparia proveniente de la zona árida de Monegros y de la flora mediterránea que asciende por el valle del Ebro. Gracias a estas características conviven especies de ambientes opuestos. Las aves son el grupo más numerosos y abarcan desde colonias de ardeídas a todo tipo de rapaces y aves propias de ambientes desérticos. También pueden encontrarse reptiles, anfibios y mamíferos, destacando especialmente murciélagos, ciervos, corzos, nutrias y la presencia cada vez más abundante de cabras salvajes.

#### Laguna de Gallocanta
La Laguna de Gallocanta está considerada como Humedal de Importancia Internacional (Convenio Ramsar) y Reserva Natural. Pero es por encima de todo el mayor humedal salino de la península ibérica y el mejor conservado de la Europa Occidental. A caballo entre las comarcas de Daroca y Jiloca, sobre una altiplanice a casi mil metros de altitud, sus aguas ocupan el fondo de una cuenca endorreica, sin salida hacia cauces fluviales. Sus dimensiones son aproximadamente unos 7,5 Kilómetros de longitud por 2’5 kilómetros de anchura y la profundidad máxima en períodos de inundación puede llegar a superar los dos metros.

### Clima
El clima de las poblaciones de la provincia de Zaragoza es de tipo continental con importantes fríos en invierno y veranos muy calurosos. La pluviometría es irregular y escasa. El viento dominante en la zona es el cierzo, que en algunas poblaciones del Valle del Ebro puede superar los 100 kilómetros por hora.

## Comarcas
| Nombre                 | Capital                   |
| ---------------------- | ------------------------- |
| Aranda                 | Illueca                   |
| Bajo Aragón-Caspe      | Caspe                     |
| Campo de Belchite      | Belchite                  |
| Campo de Borja         | Borja                     |
| Campo de Cariñena      | Cariñena                  |
| Campo de Daroca        | Daroca                    |
| Cinco Villas           | Ejea de los Caballeros    |
| Comarca Central        | Utebo                     |
| Comunidad de Calatayud | Calatayud                 |
| Ribera Alta del Ebro   | Alagón                    |
| Ribera Baja del Ebro   | Quinto                    |
| Tarazona y el Moncayo  | Tarazona                  |
| Valdejalón             | La Almunia de Doña Godina |

Las siguientes comarcas con capital en la provincia de Huesca comprenden algunos municipios de la provincia de Zaragoza:
- Bajo Cinca: Mequinenza.
- Hoya de Huesca: Murillo de Gállego y Santa Eulalia de Gállego.
- Jacetania: Artieda, Mianos, Salvatierra de Esca y Sigüés.
- Monegros: La Almolda, Bujaraloz, Farlete, Leciñena, Monegrillo y Perdiguera.

## Demografía
| Población  | 384 176 | 421 843 | 448 995 | 494 550 | 535 816 | 595 095 | 621 768 | 656 772 |
| Porcentaje | 2,48 %  | 2,27 %  | 2,25 %  | 2,31 %  | 2,26 %  | 2,29 %  | 2,21 %  | 2,15 %  |
|            | 1970    | 1981    | 1991    | 1996    | 2001    | 2011    | 2021    | 2023    |
| Población  | 760 186 | 842 386 | 861 329 | 842 419 | 857 565 | 973 325 | 967 452 | 977 413 |
| Porcentaje | 2,24 %  | 2,23 %  | 2,18 %  | 2,12 %  | 2,09 %  | 2,06 %  | 2,04 %  | 2,0 %   |

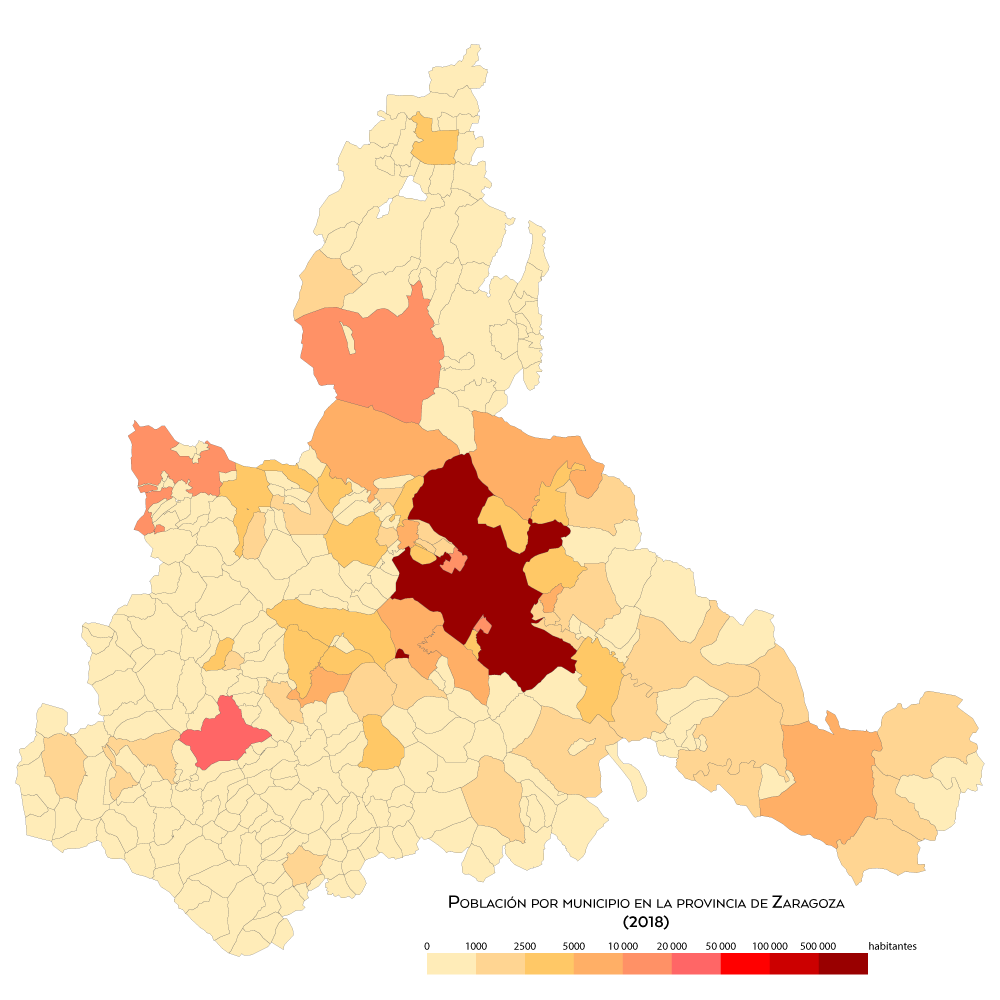
Población por municipio en 2018
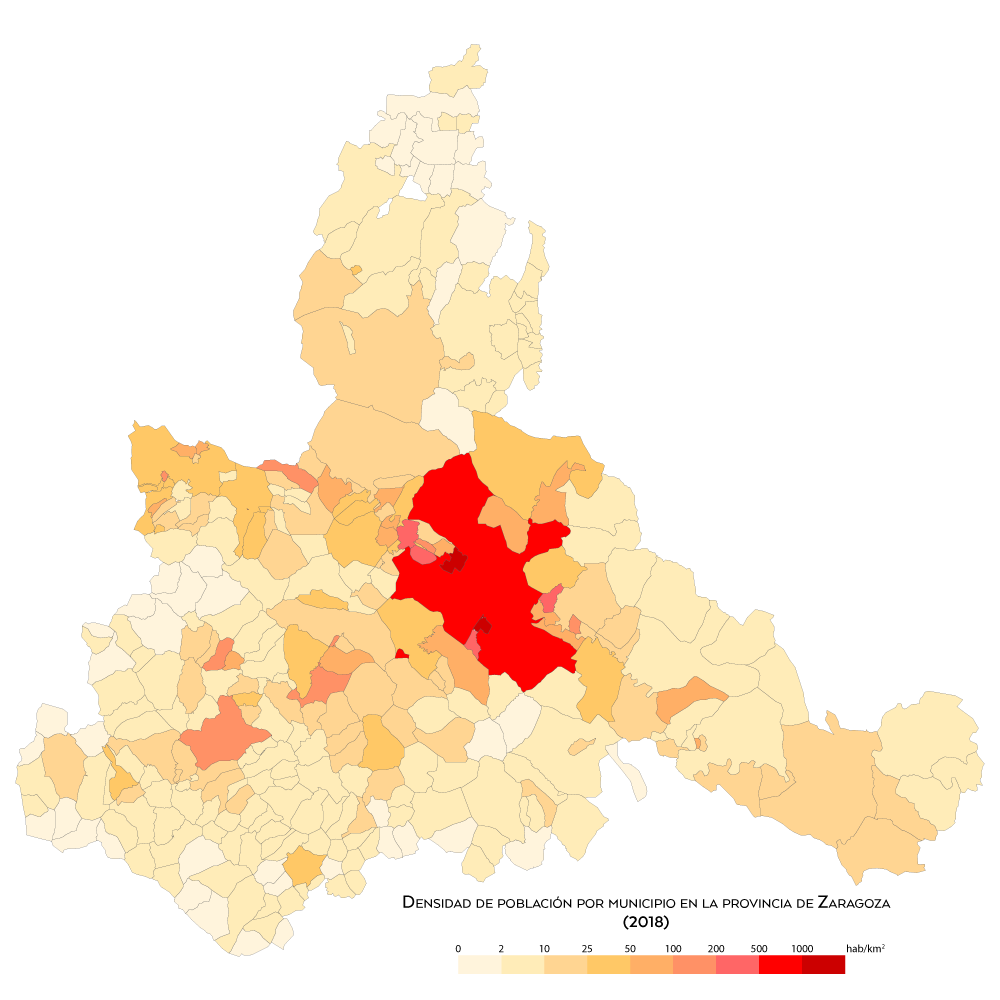
Densidad de población por municipio en 2018
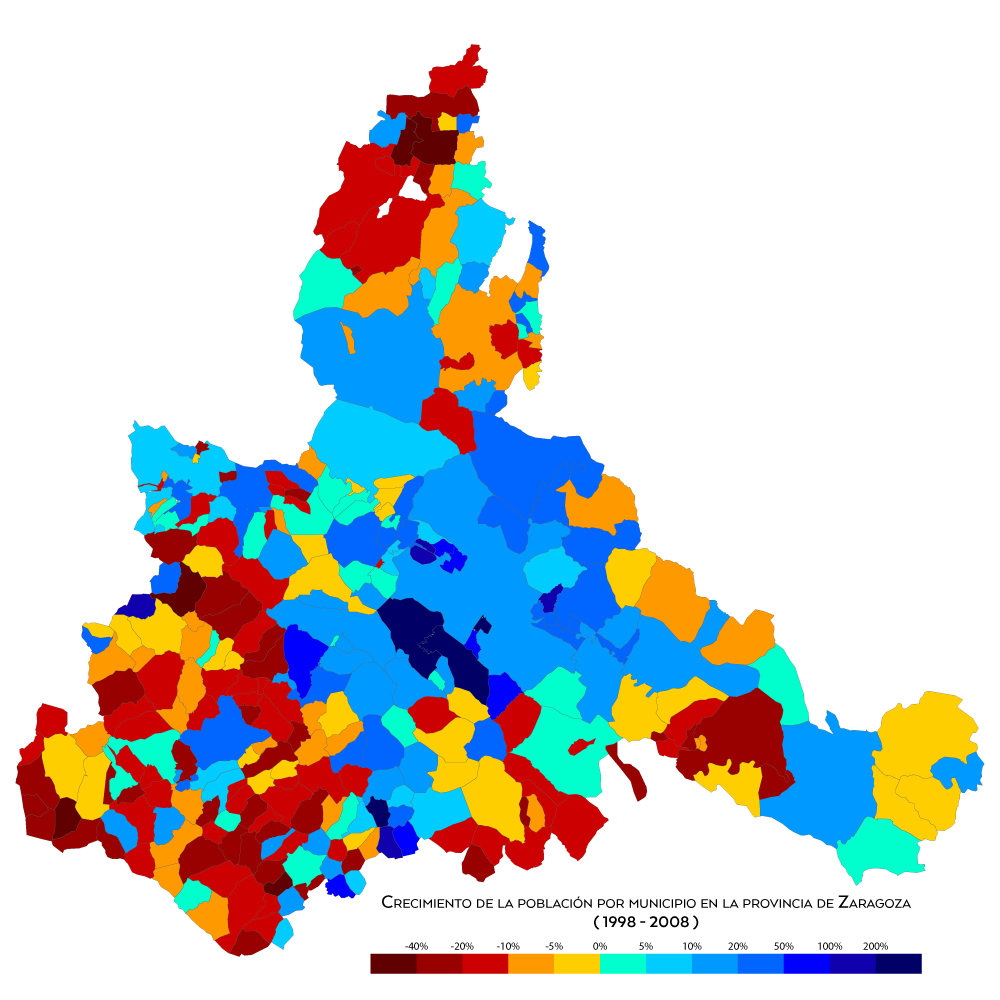
Crecimiento de la población por municipio entre 1998 y 2008
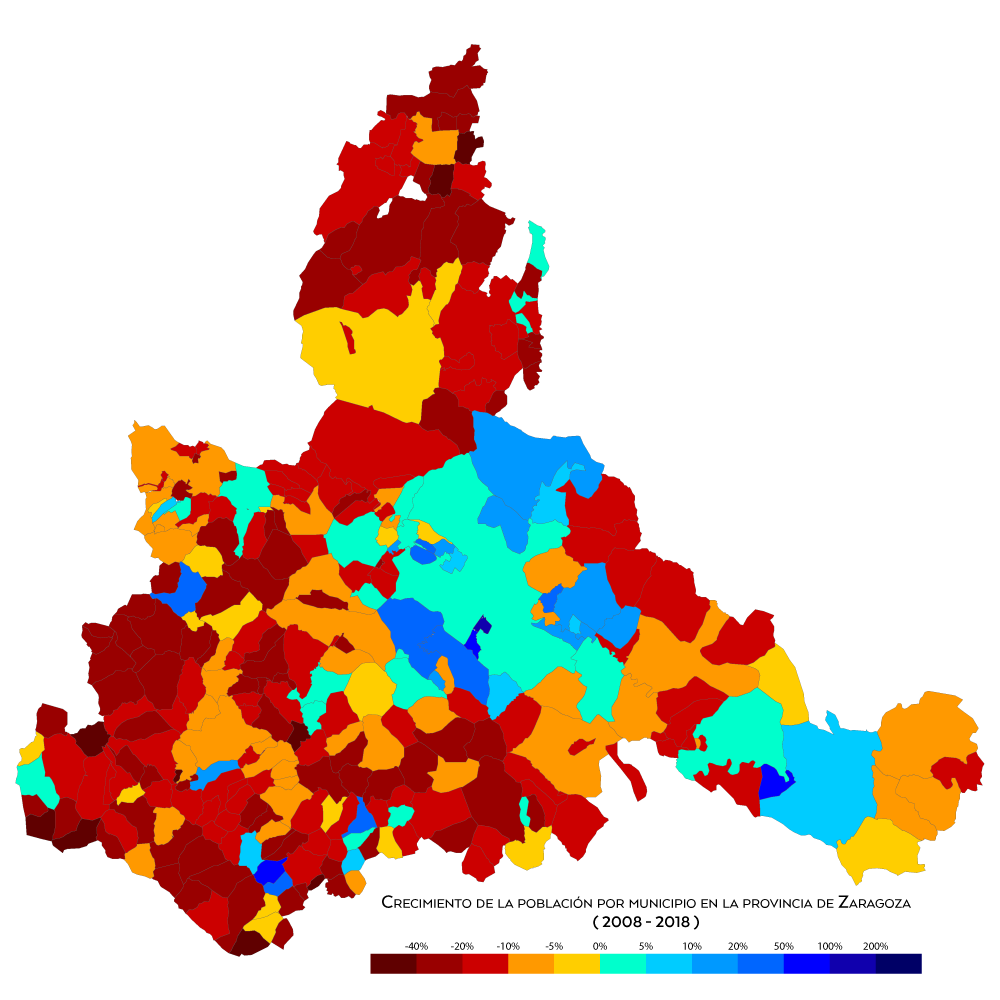
Crecimiento de la población por municipio entre 2008 y 2018

| Nombre                    | Población (2024) | Comarca                |
| ------------------------- | ---------------- | ---------------------- |
| Zaragoza                  | 686 986          | Comarca Central        |
| Calatayud                 | 19 850           | Comunidad de Calatayud |
| Utebo                     | 19 022           | Comarca Central        |
| Ejea de los Caballeros    | 17 133           | Cinco Villas           |
| Cuarte de Huerva          | 15 112           | Comarca Central        |
| Tarazona                  | 10 803           | Tarazona y el Moncayo  |
| Caspe                     | 10 432           | Bajo Aragón-Caspe      |
| Zuera                     | 8 709            | Comarca Central        |
| La Almunia de Doña Godina | 7 937            | Valdejalón             |
| Alagón                    | 7 450            | Ribera Alta del Ebro   |
| Tauste                    | 6 817            | Cinco Villas           |

La provincia de Zaragoza es la segunda de España —de un total de cincuenta— en porcentaje de habitantes concentrados en su capital: 69,84 % frente al 31,96 % del conjunto de España.[cita requerida]
| Nombre                 | Extensión (km²) | Comarca              |
| ---------------------- | --------------- | -------------------- |
| Zaragoza               | 973,78          | Comarca Central      |
| Ejea de los Caballeros | 609,9           | Cinco Villas         |
| Caspe                  | 503,2           | Bajo Aragón-Caspe    |
| Tauste                 | 405,2           | Cinco Villas         |
| Zuera                  | 332,2           | Comarca Central      |
| Pina de Ebro           | 309,2           | Ribera Baja del Ebro |
| Luna                   | 308,9           | Cinco Villas         |
| Mequinenza             | 307,2           | Bajo Cinca           |
| Sástago                | 301,0           | Ribera Baja del Ebro |
| Belchite               | 273,7           | Campo de Belchite    |

## Historia

### Prehistoria
Los diversos pobladores que han habitado la provincia de Zaragoza han ido dejando sus influjos ya desde la Prehistoria. En Caspe se encontró el hacha de mano de Cauvaca de hace unos 100 000 años. En la zona de Mequinenza se han encontrado y documentado toda la secuencia histórica desde el Paleolítico, Neolítico o Edad del Bronce pasando por diferentes etapas de transición que pueden verse en las cabañas de Riols datadas de hace unos 6000 años o la necrópolis de la Mina Vallfera de hace unos 3200 años aproximadamente. Como resultado de las excavaciones llevadas a cabo en los años 80 en Mequinenza se encontró un importante conjunto de cerámicas impresas y lisas, industria lítica tallada en sílex y útiles pulimentados junto con molinos de mano y elementos de adorno (brazaletes y cuentas de collar) que pueden verse actualmente en las salas de Prehistoria del Museo de Zaragoza.
En Mequinenza también pueden encontrarse evidencias del Calcolítico y de la Edad del Bronce con una importante muestra de arte rupestre disperso en abrigos y rocas de estilo esquemático o abstracto declarados Patrimonio de la Humanidad por la UNESCO dentro del Arte Rupestre Levantino (Sierra de los Rincones I, Barranco Plana I y II...). A estas expresiones artísticas se suman varios conjuntos de grabados prehistóricos con motivos labrados en la superficie rocosa (Vallmajor I, Mas de Fayonet, Vallperera...). Sin embargo, el conjunto arqueológico más representativo de Mequinenza y de todo el valle del Ebro es el de Los Castellets. El conjunto arqueológico, el yacimiento más representativo de la cultura de Campos de Urnas, está formado por un poblado con muralla y foso, una necrópolis tumular de incineración y una gran necrópolis tumular de inhumación e incineración, con materiales datados desde el Bronce Medio hasta bien entrada la Cultura Ibérica (entre el 1500 y el 500 a. C.). La existencia de ambos ritos funerarios a la vez lo convierte en un yacimiento único en toda la cuenca del Ebro que todavía no ha podido ser excavado a fondo. En la Edad de Hierro continúan ocupándose poblados y necrópolis como los yacimientos de los Brunos y el cabezo de Monleón en Caspe o el Roquizal en Fabara.

### Época romana
Con la llegada de los romanos (200 a. C.) se inicia la romanización de las tribus indígenas y la creación de nuevas ciudades romanas como la Colonia Iulia Victrix Celsa (actual Velilla de Ebro) o Caesaraugusta, Municipium Augusta Bíbilis o La Malena (Azuara). La provincia acoge un importante patrimonio romano que puede visitarse hoy en día como Los Bañales en Uncastillo o el Mausoleo de Lucio Emilio Lupo en Fabara.

### Época musulmana
Durante la época de dominación musulmana, las antiguas ciudades se reconvirtieron y se crearon nuevas asentamientos con castillos defensivos y recintos fortificados. Destaca por ejemplo el Conjunto Fortificado Islámico en Calatayud o la creación de nuevas poblaciones como Miknasa al-Zaytún (Mequinenza) o Hawara (Fabara) a partir de tribus nómadas llegadas desde África.

### Edad Media

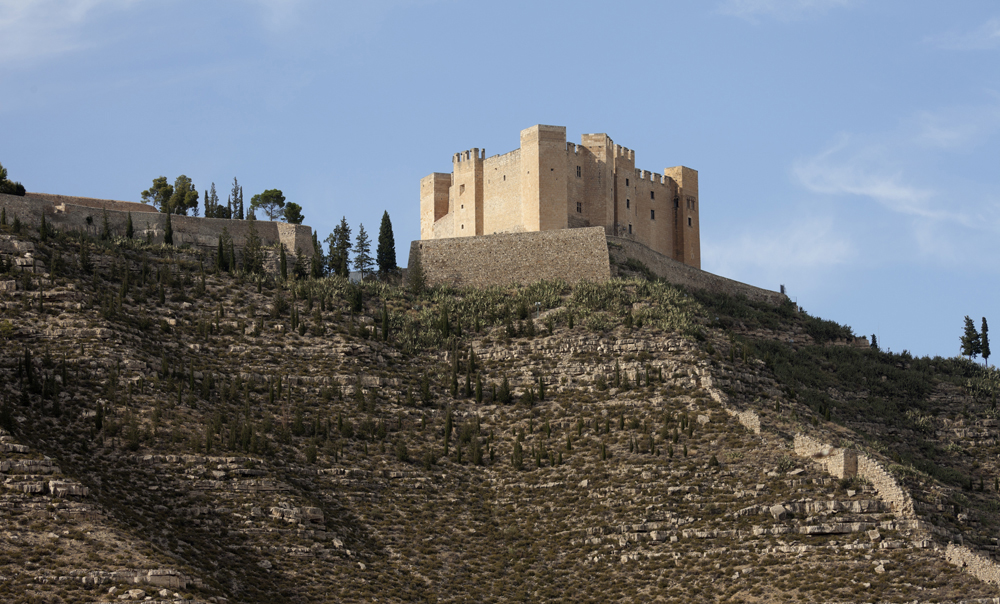
Castillo de Mequinenza

Durante la Edad Media, a medida que el islam retrocedía debido a la Reconquista, los cristianos colonizan los nuevos territorios. Surgen los monasterios cistercienses como el de Veruela o el de Piedra así como numerosos castillos y construcciones medievales defensivas. Algunos de estos castillos como el de Uncastillo o el de Mequinenza son auténticos ejemplos de obras de ingeniería que quedaron legadas a la Corona de Aragón. Destaca en esta época también la pervivencia del arte mudéjar en campanarios y cimborrios. Esta arquitectura fue declarada por la UNESCO Patrimonio de la Humanidad en 2001.

## Cultura
La provincia de Zaragoza cuenta con una muy diversa y rica cantidad de espacios expositivos, centros de interpretación y museos concebidos para salvaguardar el patrimonio cultural de la provincia. Muchos de ellos destacan sus colecciones sobre diferentes épocas o áreas específicas, resaltando su valor histórico y cultural.

### Museos
- Museo del Grabado de Fuendetodos: ubicado en la Casa Natal de Goya en Fuendetodos muestra enseres y muebles de estilo aragonés así como reproducciones de obras y diversa documentación relacionada con el pintor Francisco de Goya.

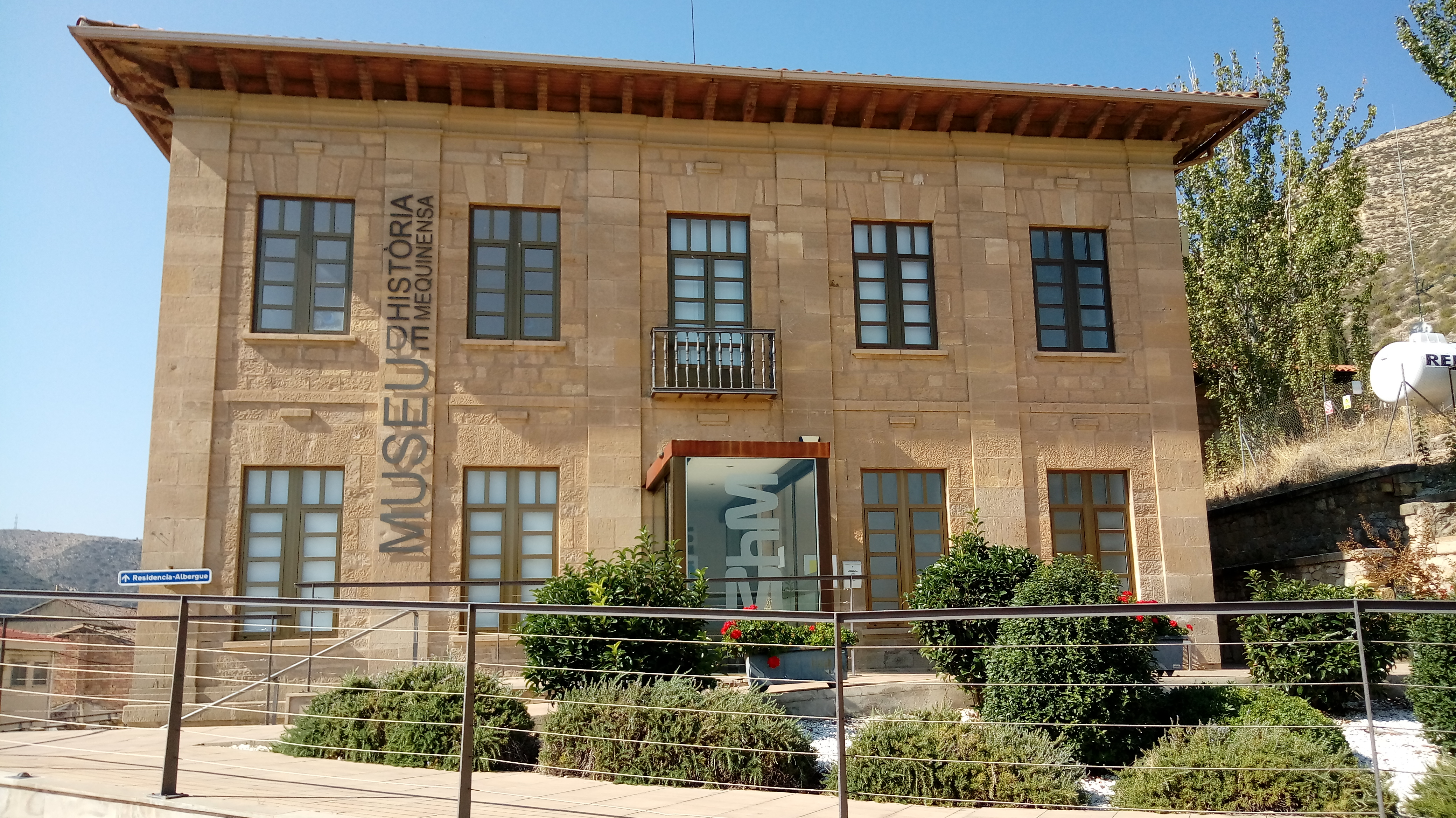
Museo de Historia de Mequinenza

- Museos de Mequinenza: son tres espacios museísticos conformados por el Museo de la Mina, el Museo de la Historia de Mequinenza y el Museo del Pasado Prehistórico. El Museo de la Mina es uno de los pocos museos mineros del mundo que cuentan con una galería minera real de más de 1000 metros de recorrido interior completamente adaptados para la visita que recoge más de 150 años de historia y patrimonio minero en la cuenca carbonífera de Mequinenza. El Museo de la Historia y el Museo del Pasado Prehistórico están destinados a explicar la milenaria historia de la villa y en especial del Pueblo Viejo de Mequinenza, desaparecido bajo el río Ebro tras la construcción del embalse de Ribarroja. Su ubicación actual son el antiguo Grupo Escolar María Quintana construido en 1927, único edificio en pie de la antigua población que había albergado las escuelas.
- Museo Etnológico de Belchite: recoge todas las formas de vida y de producción agrícolas tradicionales hasta bien avanzado el siglo XX en la zona central de Aragón.
- Museo del Calzado de Brea de Aragón: es un espacio dedicado a la historia, las tradiciones y la cultura de Brea y la Comarca del Aranda desde el punto de vista de la artesanía y la industria del calzado.

### Centros de interpretación
- Centro de Interpretación de Añón de Moncayo: ofrece información sobre usos tradicionales de los habitantes de los municipios del Moncayo, fruto de los cuales hoy disfrutamos de un espectacular paisaje.
- Centro de Interpretación de Arte Religioso del Prepirineo de Uncastillo: ubicado en el interior de la iglesia románica de san Martín de Tours (s. XII) en Uncastillo, ofrece una visión del patrimonio artístico religioso que posee el Prepirineo Aragonés.

Otros espacios expositivos
- Casa del Colono de El Bayo
- Sala de Exposición Iglesia de San Antón de Tauste
- Sala de Exposiciones La Central de Muel
- Sala de Exposiciones Miguel Ibarz de Mequinenza

### Gastronomía
La provincia de Zaragoza basa su gastronomía en las frutas y verduras de las huertas así como en el ternasco y la caza. Uno de los productos imprescindibles son los acreditados aceites de oliva de fama internacional. Algunas poblaciones conservan esta tradición desde la época musulmana, como Mequinenza que en árabe era conocida como Miknasa al-Zaytún (Mequinenza: «la de los olivos»). También gozan de reconocido prestigio los vinos de las denominaciones Cariñena, Campo de Borja y Calatayud.